# Carl Uterhart (Mediziner, 1835)
Carl (Eduard Samuel Ferdinand Ludewig) Uterhart, häufig auch fälschlicherweise als Karl Uterhar(d)t bezeichnet, (* 16. Mai 1835 in Parchim; † 17. März 1895 in Rostock-Warnemünde) war ein deutscher Arzt, der am Sezessionskrieg teilnahm. Er ist nicht zu verwechseln mit seinem namensgleichen Onkel, dem Arzt Carl (Ludwig Friedrich) Uterhart (1793–1852), dem Bruder seines Stiefvaters.

## Leben
Carl Uterhart kam als Sohn des bereits vor seiner Geburt verstorbenen Bäckers Friedrich Wilhelm Hermann Winckler († 1834) und dessen Frau  Henriette Elise, geb. Rochow, zur Welt. Sein Stiefvater war der Advokat und Kanzlist beim Oberappellationsgericht in Parchim Heinrich Uterhart.
Uterhart besuchte das Gymnasium in Rostock. Nach dem Abitur immatrikulierte er sich an der Universität Rostock für Rechtswissenschaft. Er wechselte zur Medizin und studierte zwischenzeitlich an der Universität Jena und der Friedrich-Wilhelms-Universität zu Berlin. 1861 wurde er in Rostock zum Dr. med. promoviert. Anschließend praktizierte er 1861/62 als Arzt in Warnemünde.
1862 segelte er mit der Bark Johannes Kepler, dem Schiff des Warnemünder Kapitäns Stephan Jantzen, von Cardiff aus in die Vereinigten Staaten. Am 4. März 1863 trat er in Stafford (Virginia) in die United States Army im Sezessionskrieg ein. Er diente vom 19. März 1863 bis zum 3. November 1864 als Assistenzarzt im 119th New York Volunteer Infantry Regiment mit dem er an den Schlachten bei Chancellorsville (Virginia), Gettysburg (Pennsylvania), Chattanooga (Tennessee) und schließlich an dem langen Vormarsch auf Atlanta (Georgia) teilnahm. Nach seiner Beförderung zum Regimentschirurg, wechselte er zu dem 9th U.S. Colored Heavy Artillery Regiment, bis dieses im Mai 1865 aufgelöst wurde. Im Dezember 1864 wurde er außerdem zum Mitglied der Medical Examining Board in Nashville (Tennessee) ernannt. Nach dem Krieg wurde er im August 1865 auf eigenen Wunsch entlassen.
Uterhart kehrte nach Deutschland zurück. 1866 nahm er als Oberstabsarzt des 1. Großherzoglich Mecklenburgischen Dragoner-Regiments Nr. 17 am Deutschen Krieg teil. Im Anschluss daran war er als Assistenzarzt auf der chirurgischen Station des Rostocker Krankenhauses tätig. 1870/71 war er dirigierender Arzt des Stifts Bethlehem und des Reservelazaretts in Ludwigslust. Danach fuhr er als Schiffsarzt zunächst auf einer Bark an die Westafrikanische Küste. Im Mai 1873 heuerte er dann als „Surgeon Superintendent“ im Dienste der Britischen Kolonie Queensland an, um ein Auswandererschiff von Hamburg nach Brisbane zu begleiten. Nach mehreren solcher Überfahrten zwischen Hamburg und Queensland bzw. Neuseeland, kehrte er schließlich 1878/79 nach Warnemünde zurück, wo er bis zu seinem Tode im Alter von 60 Jahren als Arzt tätig war.
Am 8. Mai 1878 heiratete Carl Uterhart in Warnemünde Dorothea (Henriette Franzisca Johanna) Ohlerich (1859–1943), die Tochter des Kapitäns Heinrich Ohlerich (1827–1875). Mehrere Kinder gingen aus dieser Verbindung hervor: Dora (geb. 1879), Carl (1882–1927), Hans (1885–1971), Margarethe (1888–1938), Anna (1890–1917).
Die älteste Tochter Dora Uterhart heiratete den Arzt Johann Lefèbre. Carl (Friedrich Nicolaus) Uterhart wurde Geiger und ging 1904 in die Vereinigten Staaten, wo er als Konzertmeister und Solist u. a. mit dem Chicago Symphony Orchestra auftrat. Hans Uterhart wurde ebenfalls Arzt und ging 1923 nach Chicago. Margarethe Uterhart heiratete den Chemiker Erwin Wichert. Anna Uterhart blieb unverheiratet.

## Auszeichnungen
- Geheimer Medizinalrat (1893)
- Verdienstkreuz in Gold des Hausordens der Wendischen Krone